# Baltasar Moscoso y Sandoval
Baltasar Moscoso y Sandoval (ur. 9 marca 1589 w Santiago de Compostela, zm. 17 albo 18 września 1665 w Madrycie) – hiszpański kardynał.

## Życiorys
Urodził się 9 marca 1589 roku w Santiago de Compostela, jako syn Lopego Moscosy Ossorio i Leonory de Sandoval y Rojas. Studiował na Colegio Mayor de San Salvador de Oviedo, gdzie uzyskał bakalaureat a następnie doktorat z prawa kanonicznego. Następnie został rektorem macierzystej uczelni, kanonikiem i potem dziekanem kapituły katedralnej w Toledo. 2 grudnia 1615 roku, z rekomendacji króla Filipa III, został kreowany kardynałem prezbiterem i otrzymał kościół tytularny Santa Croce in Gerusalemme. 27 lutego 1616 roku przyjął święcenia kapłańskie. 29 kwietnia 1619 roku został wybrany biskupem Jaén, a 25 lipca przyjął sakrę. W 1630 roku został wysłany do Rzymu, by negocjować ze Stolicą Piotrową podjęcie interwencji w wojnie trzydziestoletniej przeciwko protestantom. 28 maja 1646 roku został arcybiskupem Toledo. Był wielkim kanclerzem Kastylii, a po śmierci Filipa IV został członkiem Rady Regencyjnej. Zmarł 17 albo 18 września 1665 roku w Madrycie.